# Сергеев, Алексей Георгиевич
Алексей Георгиевич Сергеев (1 апреля 1940, Курск, РСФСР — 22 июля 2021, Владимир, Российская Федерация) — советский российский учёный, инженер-конструктор, доктор технических наук, профессор, ректор Владимирского государственного университета (1987—2005).

## Биография
Родился 1 апреля 1940 года в городе Курск, РСФСР.
В 1962 году окончил Московский автомеханический институт, затем поступил в аспирантуру этого вуза.
Был направлен на работу инженером-конструктором на авиаприборостроительное предприятие в Курске. В 1967 году начал преподавательскую деятельность во Владимирском вечернем политехническом институте. В 1968 году защитил диссертацию на соискание учёной степени кандидата технических наук. В вечернем политехническом институте последовательно работал на должностях старшего преподавателя, доцента, профессора, декана.
В 1986 году назначен проректором по учебной работе Владимирского политехнического института. В 1987 году Сергеев стал ректором этого вуза. При нём политехнический институт был преобразован в технический университет, а затем во Владимирский государственный университет.
Сфера научных интересов Сергеева лежит в области метрологии, приборостроения и диагностики. Среди его учеников 21 человек стали кандидатами и один доктором наук. Написал более 300 научных публикаций, в том числе 18 монографий. Ряд его научных работ опубликованы за рубежом. Был удостоен 5 медалей ВДНХ и ВВЦ.
За большой вклад в развитие высшего образования и науки Алексей Георгиевич Сергеев был удостоен почётного звания «Заслуженный деятель науки и техники РСФСР». Награждён Орденами «За заслуги перед Отечеством» IV степени и Почёта, нагрудными знаками Министерства высшего образования СССР «За отличные успехи в работе в области высшего образования СССР» и «Почётный работник высшего образования Российской Федерации», памятной медалью «За заслуги в деле возрождения науки и экономики России». Занесён в Книгу Трудовой Доблести города Владимира.
Скончался 22 июля 2021 года во Владимире.